# ألم الصدر عند الأطفال
ألم الصدر عند الأطفال هو الشعور بالألم في الصدر من قبل الرضع والأطفال والمراهقين. في معظم الحالات لا يرتبط الألم مع خلل في القلب. و يتم التعرف عليه بشكل أساسي من خلال مراعاة أو تقرير الألم من قبل الطفل أو الرضيع أو المراهق من خلال تقارير عن الضيق من قبل الوالدين أو مقدمي الرعاية. وألم الصدر ليس الم غير شائع في الأطفال. وينظر العديد من الأطفال في العيادات المتنقلة ، ودوائر الطوارئ والمستشفيات وعيادات أمراض القلب. غالبا ما يكون هناك سبب حميد للألم بالنسبة لمعظم الأطفال. لكن البعض لديهم ظروف خطيرة ومهددة للحياة. و تتطلب آلام الصدر في مرضى الأطفال فحصًا جسديًا دقيقًا وتاريخًا مفصلاً يشير إلى إمكانية وجود سبب خطير. دراسات عن ألم الصدر لدى الأطفال متفرقة. كان من الصعب إنشاء إرشادات مبنية على الأدلة للتقييم.

## علم الأوبئة
ألم الصدر شائع نسبيا في الأطفال والمراهقين. على عكس البالغين، فإن السبب قلما يكون قلبيًا. ما يقرب من 0.3 ٪ إلى 0.6 ٪ من الزيارات قسم الطوارئ من قبل مرضى الأطفال هي لألم في الصدر. متوسط العمر لدى مرضى الأطفال الذين يشكون من الألم يتراوح من 12 إلى 13 عامًا، يظهر كل من الذكور والإناث الأعراض والعلامات عند نفس النسبة تقريبًا.